# Stanton St Bernard

Stanton St Bernard est un village et une paroisse civile dans le Wiltshire, en Angleterre. La ville la plus proche est Devizes, à environ 10 km (6 miles) à l'ouest.
Tous les services publics locaux importants sont fournis par le conseil du Wiltshire, basé à Trowbridge. La paroisse est représentée par Paul Oatway, qui a succédé au général de brigade Robert Hall en 2013. Son membre du parlement est Claire Perry, député de Devizes.